# بنجامين إدواردز
بنجامين إدواردز (بالإنجليزية: Benjamin Edwards)‏ هو فنان أمريكي، ولد في 1970 في آيوا سيتي في الولايات المتحدة.